# Byzantium (film)
Byzantium este un film thriller și fantastic din 2012. Este regizat de Neil Jordan.

## Personaje
- Saoirse Ronan — Eleanor Webb
- Gemma Arterton — Clara Webb
- Sam Riley — Darvell
- Jonny Lee Miller — Căpitanul Ruthven
- Daniel Mays — Noel
- Caleb Landry Jones — Frank
- Maria Doyle Kennedy — Morag
- Warren Brown — Gareth
- Tom Hollander — necreditat